# Conrad Son
Conrad Son (Barcelona, 1966) és un director, realitzador, productor, guionista, compositor de bandes sonores i actor català de cinema porno.
Nominat als festivals de cinema de Berlín, Brussel·les, Cannes i Barcelona com a millor director amb pel·lícules com Nikitax (1998), Les excursionistes calentes (1999), X Runners (2000), Khatar (2001) i Kovac (2002).
Kovac va merèixer 6 nominacions i premi a la millor caràtula al Festival Internacional de Cinema Eròtic de Barcelona. Ha treballat per diferents companyies com Buterfly Motion, Mario Salieri, Ragtime, IFG, Negro y Azul, Gold Light, Video Lux, INT o Pink'O. Defensor del cinema eròtic en català, els seus productes es distribueixen a quasi tot el món, tant a televisió com en vídeo i DVD. Darrerament ha donat suport a la independència de Catalunya.